# Odlewnia Żeliwa w Zawierciu
Odlewnia Żeliwa w Zawierciu, od 2018 Odlewnia Zawiercie S.A., znana od inicjałów założyciela jako EE – zawierciańska odlewnia, założona przez Ernesta Erbego.

## Historia
- Początek dziejów Odlewni Zawiercie S.A. sięga 1886 roku, kiedy to Ernest Erbe założył na gruntach należących do wsi Łośnica niewielką kuźnię produkującą sprzęt oraz narzędzia rolnicze dla okolicznej ludności wiejskiej. Dobra koniunktura na wytwarzane wyroby sprzyjała systematycznej rozbudowie zakładu i rozszerzeniu asortymentu produktów, doprowadziła do uruchomienia odlewni, w której w 1892 roku zostaje rozpoczęta produkcja białego żeliwa ciągliwego, a od 1901 roku wytwarzane są łączniki z tego tworzywa.
- W ówczesnym Królestwie Polskim zakład staje się monopolistą na produkowane wyroby. Rozbudowa zakładu, zasadnicza zmiana profilu produkcyjnego, rozszerzenie asortymentu wyrobów uzasadniała zmianę nazwy przedsiębiorstwa z „Kuźnia Ernest Erbe” na „Fabrykę Łączników i Wyrobów Lano-Kutych Ernest Erbe” w Zawierciu. Firma rozwija się dynamicznie, otwiera swoje własne przedstawicielstwo handlowe i składy w Warszawie, St. Petersburgu, Moskwie i Rostowie.
- Z wybuchem pierwszej wojny światowej rozwój przedsiębiorstwa uległ całkowitemu zahamowaniu. Ponowne wznowienie produkcji następuje po zakończeniu wojny, osiągając w 1920 roku pełną zdolność produkcyjną. Zakład modernizuje się, rozwija asortyment wytwarzanych odlewów, jak również i eksport swoich wyrobów do takich państw jak Anglia, Holandia, Belgia, Kraje Skandynawskie, Turcja, Bułgaria, Egipt, Indie, Peru, Syjam oraz Urugwaj. Rozwija się sieć handlowa. Fabryka ma własne oddziały w Warszawie, Poznaniu, Katowicach, składy konsygnacyjne w Krakowie, Lwowie i Częstochowie, własne przedstawicielstwa w Radomiu, Wilnie i Wolnym Mieście Gdańsku.
- W 1936 roku fabryka staje się Spółką Akcyjną o kapitale zakładowym 2,3 mln ówczesnych złotych.
- Po zakończeniu drugiej wojny światowej „Fabryka Łączników i Wyrobów Lano – Kutych Ernest Erbe” zostaje objęta Tymczasowym Zarządem Państwowym. Zakład systematycznie zwiększa asortyment swych wyrobów, osiągając w 1948 roku poziom 3 tys. ton odlewów. W tym też okresie do Fabryki przyłączono istniejący dotychczas, jako oddzielne przedstawicielstwo zakład „Ferrum” będący później Spółką zwaną „Wiktoryjka”. Połączone zakłady otrzymały nazwę „Odlewnia Żeliwa Ciągliwego i Wytwórnia Łączników”, która to nazwa obowiązywała do momentu utworzenia w 1995 roku Spółki noszącej aktualną nazwę „Odlewnia Żeliwa S.A.” w Zawierciu, która była jednoosobową Spółką Skarbu Państwa, objętą w 1996 roku działalnością Narodowych Funduszy Inwestycyjnych.

- Rok 1996 związany jest z szeregiem zmian organizacyjnych odlewni, z której struktury wydzielają się Spółki: Odlew Rem w 1996 r., Omega-Soft w 1996 r., Modlew w 1998 r., Odlewnia Żeliwa „Wiktoryjka” w 2000 r.
- Od 2003 roku – po wykupieniu od NFI – Odlewnia wchodziła w skład Grupy Kapitałowej GWARANT.
- Od 2015 roku nowym właścicielem Odlewni Żeliwa S.A. została Supra Investments S.A.
- Od 2022 roku nowym właścicielem jest chiński koncern Meide Group[3].